# Georg Julius Ernst Gurich
Georg Julius Ernst Gürich (25 de septiembre de 1859, Dobrodzień, germano: Guttentag; Alta Silesia - 16 de agosto de 1938, Berlín) fue un geólogo, y naturalista alemán, paleontólogo, algólogo, y docente universitario,  quien escribió sobre las formaciones geológicas del Paleozoico en Polonia; y, se extendió a través de Guinea, Tanzania y África Austral (en ese momento colonias alemanas), en busca de nuevas especies no registradas.
Estudió geología en Breslavia/Wroclaw (1884-1891, con un Ph.D. en 1882). 
En 1885, realiza su primera ida a África, participando de una expedición científica germana a Nigeria y atravesó por el occidente de Sudán (1885), y del África del Sudoeste, hoy Namibia (de mayo de 1888 a enero de 1889), sobre todo en las montañas occidentales, desde Otjitambi hasta Rehoboth, para realizar investigaciones geológicas en nombre de la "Southwest African Gold Syndicate" (Südwestafrikanisches Goldsyndikat (Sindicato del oro del sudoeste de África), con el objetivo de explorar supuestos depósitos de oro. El oro no se materializó, pero su cuenta geográfica se publicó como "Deutsch-Südwestafrika. Reisebilder aus den Jahren 1888 und 1889" conteniendo información sustancial adicional sobre las actuales condiciones políticas y sociales en Namibia. En los años siguientes, viajó ampliamente por Europa, Australia, Venezuela y Alaska; y, regresó a África. En 1910 se convirtió en Director del Instituto Geológico en el Instituto Colonial de Hamburgo (más tarde, parte de la Universidad de Hamburgo). Continuó su investigación paleontológica en Namibia, con otro viaje de estudios en 1928, que dio lugar a muchas publicaciones científicas.
Se retiró en 1934, y falleció en Berlín.

## Obra

### Algunas publicaciones
- Ueber einige Saurier des oberschlesischen Muschelkalkes. In: Zeitschrift der Deutschen geologischen Gesellschaft, XXXVI, Tafel II, Berlín 1884, p. 125–144

- Ueber Dactylosaurus. In: Zeitschrift der Deutschen geologischen Gesellschaft, XXXVIII, 1 Abb., Berlín 1886, p. 457–458

- Geologischer Führer in das Riesengebirge, Borntraeger, Sammlung Geologischer Führer 6, 1900

- Das Paläozoikum des Polnischen Mittelgebirge, Verhandlungen der Russischen Kaiserlichen Gesellschaft zu Saint Petersburg, 2. Serie, v. 32, 1896, p. 1–539, Nachträge in Neues Jahrbuch f. Geologie, Paläontologie und Mineralogie, v. 13, 1900, 331–388

- Beiträge zur Geologie von Westafrika 1887 (Habilitation)

- Devon von Debnik bei Krakau, Beiträge zur Paläontologie und Geologie Österreich−Ungarns und des Orients, v. 15, 1903, p. 127–164.

- Das Mineralreich, Reihe Hausschatz des Wissens, J. Neumann Verlag, Neudamm 1900

- Deutsch-Südwestafrika. Reisebilder und Skizzen aus den Jahren 1888 und 1889, Hamburg: L. Friedrichsen 1891

- Geologische Übersichts-Karte von Schlesien 1:400.000, Breslau 1890

- Gryposuchus Jessei, en neues schmalschnauziges Krokodil aus den jüngeren Ablagerungen des oberen Amazonas-Gebietes, in: Mitt. aus d. Mineralog.-Geolog. Inst. in Hamburg 1, 1912, p. 59

- Erdgestaltung und Erdgeschichte, 1928

- Mimaster hexagonalis, ein neuer Kruster aus dem unterdevonischen Bundenbacher Dachschiefer, Paläontologische Zeitschrift, v. 13, 1931, p. 204–238

- Die Kuibis-Fossilien der Nama-Formation von Südwestafrika,  Paläontologische Zeitschrift, v. 15, 1933, p. 137

- Jura- und Devon-Fossilien von White Cliffs, Australien, Neues Jahrbuch für Mineralogie, Geologie und Paläontologie,

- Beilage-v. 14, 1901, p. 484–518

- Er war Herausgeber der Buchreihe Leitfossilien (en 1908) Borntraeger Verlag.